# Box Elder County
Box Elder County ist ein County im Nordwesten des US-Bundesstaates Utah. Der Verwaltungssitz (County Seat) ist Brigham City. 2020 lebten im Box Elder County 57.666 Einwohner.

## Geographie
Box Elder County liegt nördlich des Großen Salzsees. Es bildet im Norden die Grenze zum US-Bundesstaat Idaho und im Westen zum Bundesstaat Nevada. Nach Angabe des US Census Bureau bedeckt es eine Fläche von 17.428 Quadratkilometern, davon sind 2605 Quadratkilometer Wasserflächen. Im Osten liegen die Wellsville Mountains. Die Interstate 15 durchquert den östlichen Teil und führt südwärts durch ganz Utah. Die Wasatch Front liegt an der südöstlichen Grenze des Countys. Der Countysitz und zugleich größte Stadt ist Brigham City.
Das County grenzt im Uhrzeigersinn an die Countys: Cassia County Idaho, Oneida County Idaho, Cache County, Weber County, Tooele County und Elko County (Nevada).

## Geschichte
Box Elder County wurde im Jahre 1856 gegründet. Es hat seinen Namen nach dem dort häufig vorkommenden Eschen-Ahorn erhalten (dort Box Elder, auf Deutsch etwa Buchs-Holunder, genannt).
Am 10. Mai 1869 trafen sich die Eisenbahnlinien von Union Pacific und Central Pacific am Promontory Summit. Das Gebiet ist seit 1957 die Golden Spike National Historic Site.

## Demografische Daten

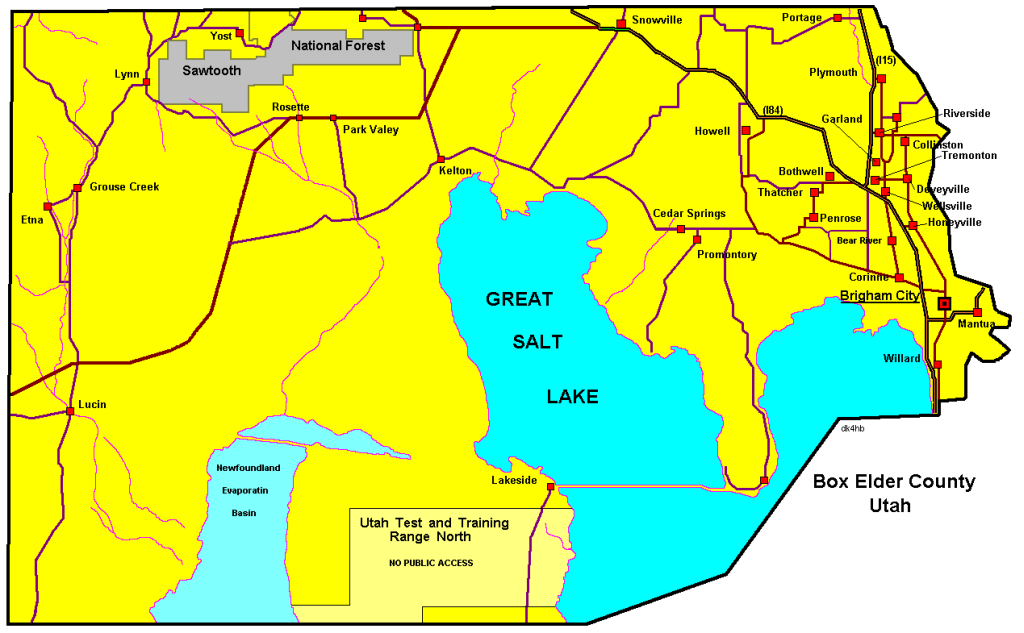
Karte des Box Elder Countys

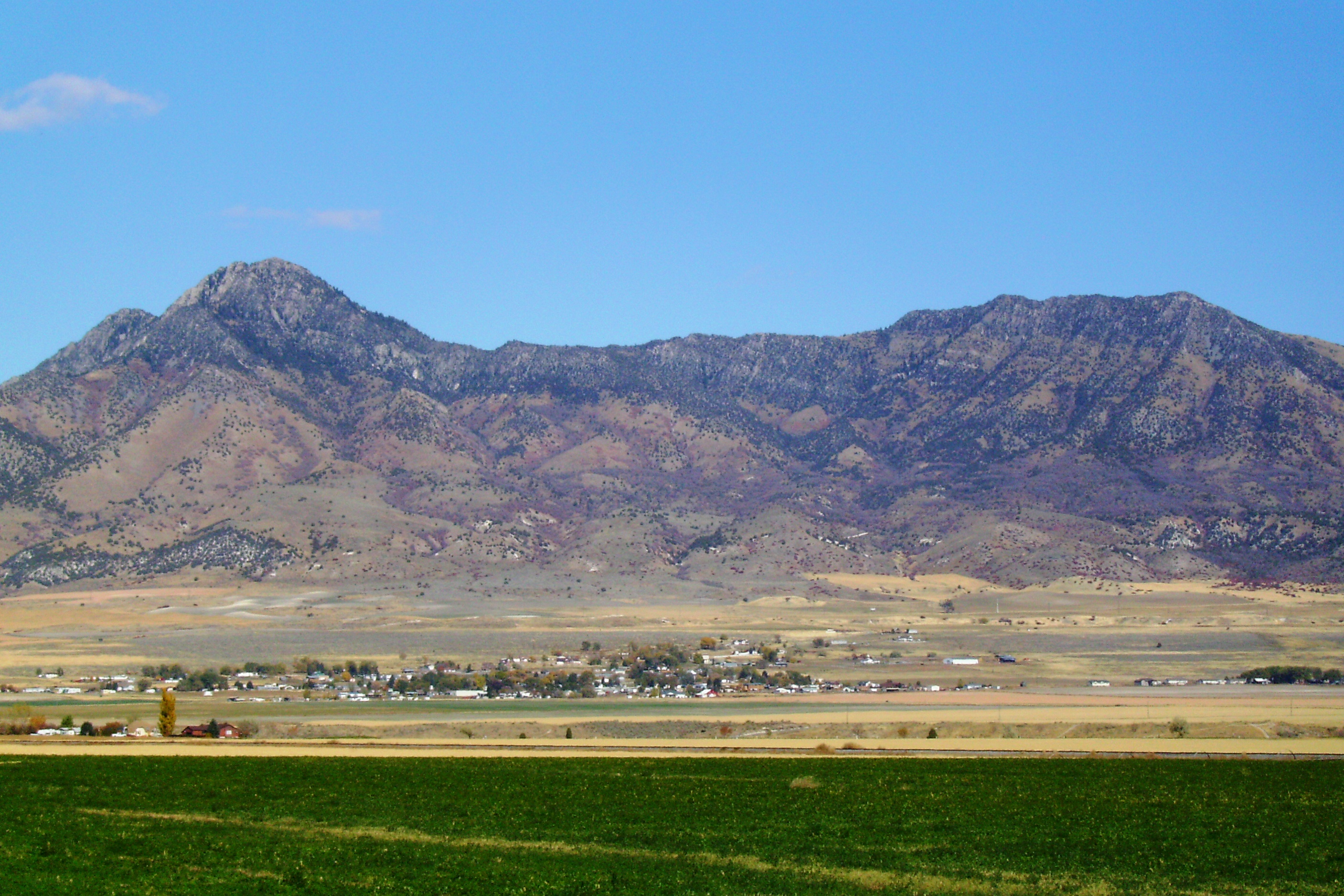
Der Gunsight Peak

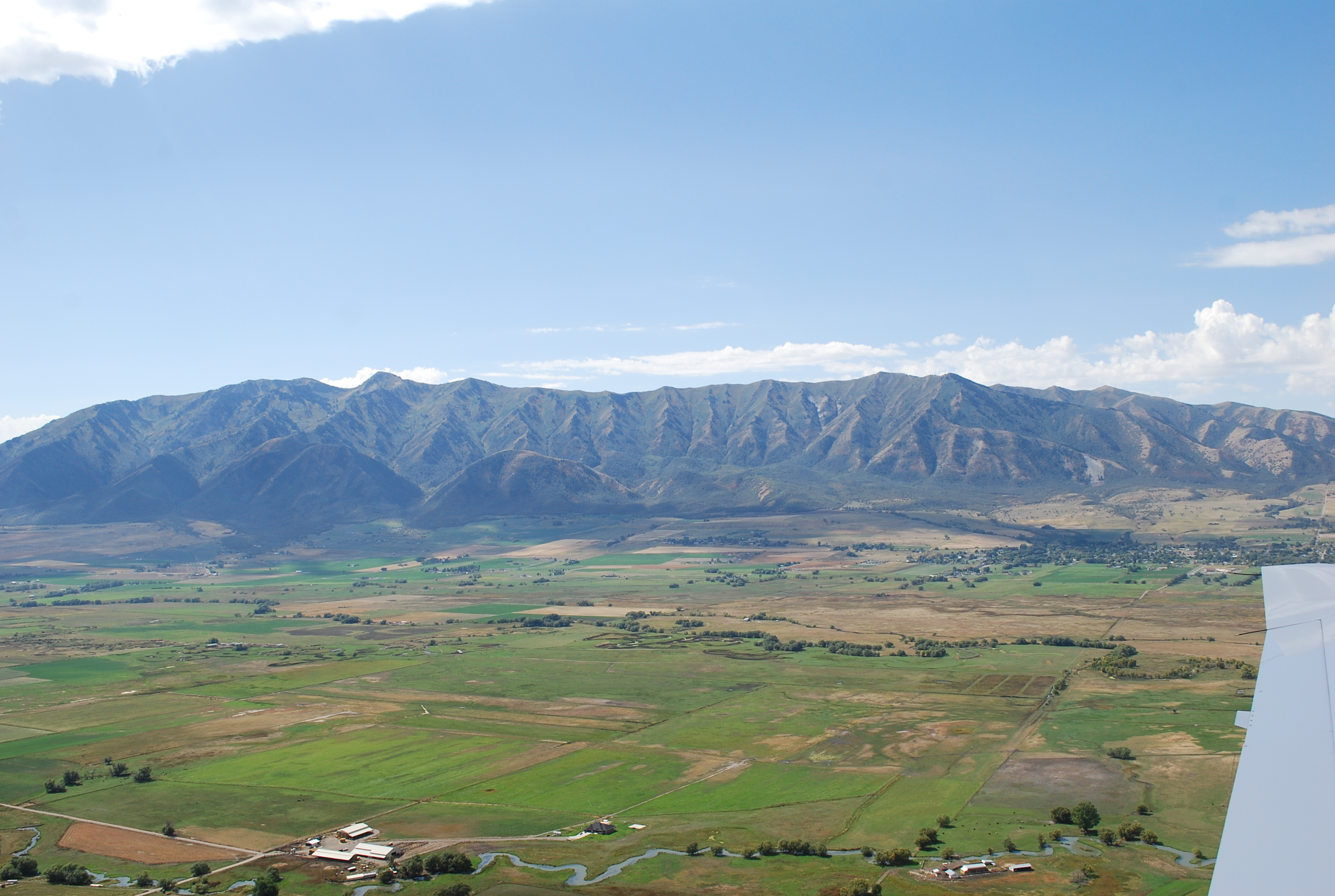
Die Wellsville Mountains

Nach der Volkszählung im Jahr 2000 lebten im Box Elder County 42.745 Menschen. Es gab 13.144 Haushalte und 10.804 Familien. Die Bevölkerungsdichte betrug 3 Einwohner pro Quadratkilometer. Ethnisch betrachtet setzte sich die Bevölkerung zusammen aus 92,87 % Weißen, 0,17 % Afroamerikanern, 0,88 % amerikanischen Ureinwohnern, 0,96 % Asiaten, 0,08 % Bewohnern aus dem pazifischen Inselraum und 3,45 % aus anderen ethnischen Gruppen; 1,60 % stammten von zwei oder mehr ethnischen Gruppen ab. 6,53 % der Bevölkerung waren spanischer oder lateinamerikanischer Abstammung.
Von den 13.144 Haushalten hatten 47,10 % Kinder und Jugendliche unter 18 Jahre, die bei ihnen lebten. 71,00 % waren verheiratete, zusammenlebende Paare, 7,90 % waren allein erziehende Mütter. 17,80 % waren keine Familien. 16,00 % waren Singlehaushalte und in 7,40 % lebten Menschen im Alter von 65 Jahren oder darüber. Die Durchschnittshaushaltsgröße betrug 3,22 und die durchschnittliche Familiengröße lag bei 3,63 Personen.
Auf das gesamte County bezogen setzte sich die Bevölkerung zusammen aus 36,10 % Einwohnern unter 18 Jahren, 10,50 % zwischen 18 und 24 Jahren, 25,40 % zwischen 25 und 44 Jahren, 17,70 % zwischen 45 und 64 Jahren und 10,40 % waren 65 Jahre alt oder darüber. Das Durchschnittsalter betrug 28 Jahre. Auf 100 weibliche Personen kamen 101,70 männliche Personen, auf 100 Frauen im Alter ab 18 Jahren kamen statistisch 98,90 Männer.
Das jährliche Durchschnittseinkommen eines Haushalts betrug 44.630 USD, das Durchschnittseinkommen der Familien betrug 49.421 USD. Männer hatten ein Durchschnittseinkommen von 38.814 USD, Frauen 22.435 USD. Das Prokopfeinkommen betrug 15.625 USD. 7,10 % der Bevölkerung und 5,80 % der Familien lebten unterhalb der Armutsgrenze. 8,30 % davon waren unter 18 Jahre und 5,30 % waren 65 Jahre oder älter.

## Städte und Orte
- Bear River City
- Blue Creek
- Bothwell
- Bradford
- Brigham City
- Cedar Creek
- Collinston
- Corinne
- Cropley
- Crystal Springs
- Curlew Junction
- Deweyville
- Elwood
- Etna
- Evans
- Fielding
- Garland
- Grouse Creek
- Hardup
- Hogup
- Honeyville
- Howell
- Kelton
- Lakeside
- Lampo Junction
- Lucin
- Lynn
- Madsen
- Mantua
- Matlin
- Midlake
- Nerva
- Park Valley
- Penrose
- Perry
- Pigeon
- Plymouth
- Portage
- Riverside
- Rosette
- Rozel
- Saline
- Snowville
- South Willard
- Standrod
- Thatcher
- Tremonton
- Tresend
- Washakie
- Wheelon
- Willard
- Yost